# Scriblerus Klub
A Scriblerus Klub barátok egy kötetlen jellegű csoportja volt, mely nagy hatással volt olyan angol írókra és költőkre, mint Jonathan Swift, Alexander Pope, John Gay, John Arbuthnot, Henry St. John és Thomas Parnell. A klubot 1712-ben hozták létre, mely egészen az alapítók haláláig tartott. A klub eredeti szándéka az volt, hogy nevetségessé tegye az értéktelen irodalmakat és az áltudományokat. Ebből keletkezett később a Memoirs of Martinus Scriblerus (Martinus Scriblerus emlékiratai) c. írás. Pope The Dunciad második kiadása szintén tartalmaz olyan műveket, melyek Martinus Scriblerus kitalált alakhoz fűződnek.
„A Club tagjai Arbuthnotot tartották e szatíra szellemi atyjának, és a szöveg jelentős részét tőle származtatták. Őt azonban nem érdekelte az irodalmi hírnév, s így sok szellemes mondását és ötletét később nála híresebb irodalmár barátai dolgozták fel, és ezeket az utókor nekik tulajdonította.”